# Challenger de Aix-en-Provence 2016
El torneo Open du Pays d'Aix 2016 es un torneo profesional de tenis. Pertenece al ATP Challenger Series 2016. Se disputará su 3ª edición sobre superficie tierra batida , en Aix-en-Provence, Francia entre el 2 al el 8 de mayo de 2016.

## Jugadores participantes del cuadro de individuales
| Favorito | País                       | Jugador             | Rank1 | Posición en el torneo |
| -------- | -------------------------- | ------------------- | ----- | --------------------- |
| 1        | Bandera de República Checa | Lukáš Rosol         | 65    | Cuartos de final      |
| 2        | Bandera de Argentina       | Diego Schwartzman   | 87    | Baja                  |
| 3        | Bandera de Brasil          | Rogério Dutra Silva | 101   | Cuartos de final      |
| 4        | Bandera de Francia         | Stéphane Robert     | 116   | Primera ronda         |
| 5        | Bandera de Alemania        | Mischa Zverev       | 129   | Segunda ronda         |
| 6        | Bandera de Suecia          | Elias Ymer          | 132   | Semifinales           |
| 7        | Bandera de Alemania        | Daniel Brands       | 135   | Primera ronda         |
| 8        | Bandera de Argentina       | Máximo González     | 136   | Primera ronda         |

- 1 Se ha tomado en cuenta el ranking del 25 de abril de 2016.

### Otros participantes
Los siguientes jugadores recibieron una invitación (wild card), por lo tanto ingresan directamente al cuadro principal (WC):
- Calvin Hemery
- Maxime Chazal
- Grégoire Barrère
- Julien Benneteau

Los siguientes jugadores ingresan al cuadro principal tras disputar el cuadro clasificatorio (Q):
- Yann Marti
- Nikola Mektić
- Yannik Reuter
- Martin Vaïsse

## Campeones

### Individual Masculino
- Thiago Monteiro derrotó en la final a  Carlos Berlocq, 4–6, 6–4, 6–1

### Dobles Masculino
- Oliver Marach /  Philipp Oswald derrotaron en la final a  Guillermo Durán /  Máximo González, 6–1, 4–6, [10–7]